# Oxbridge

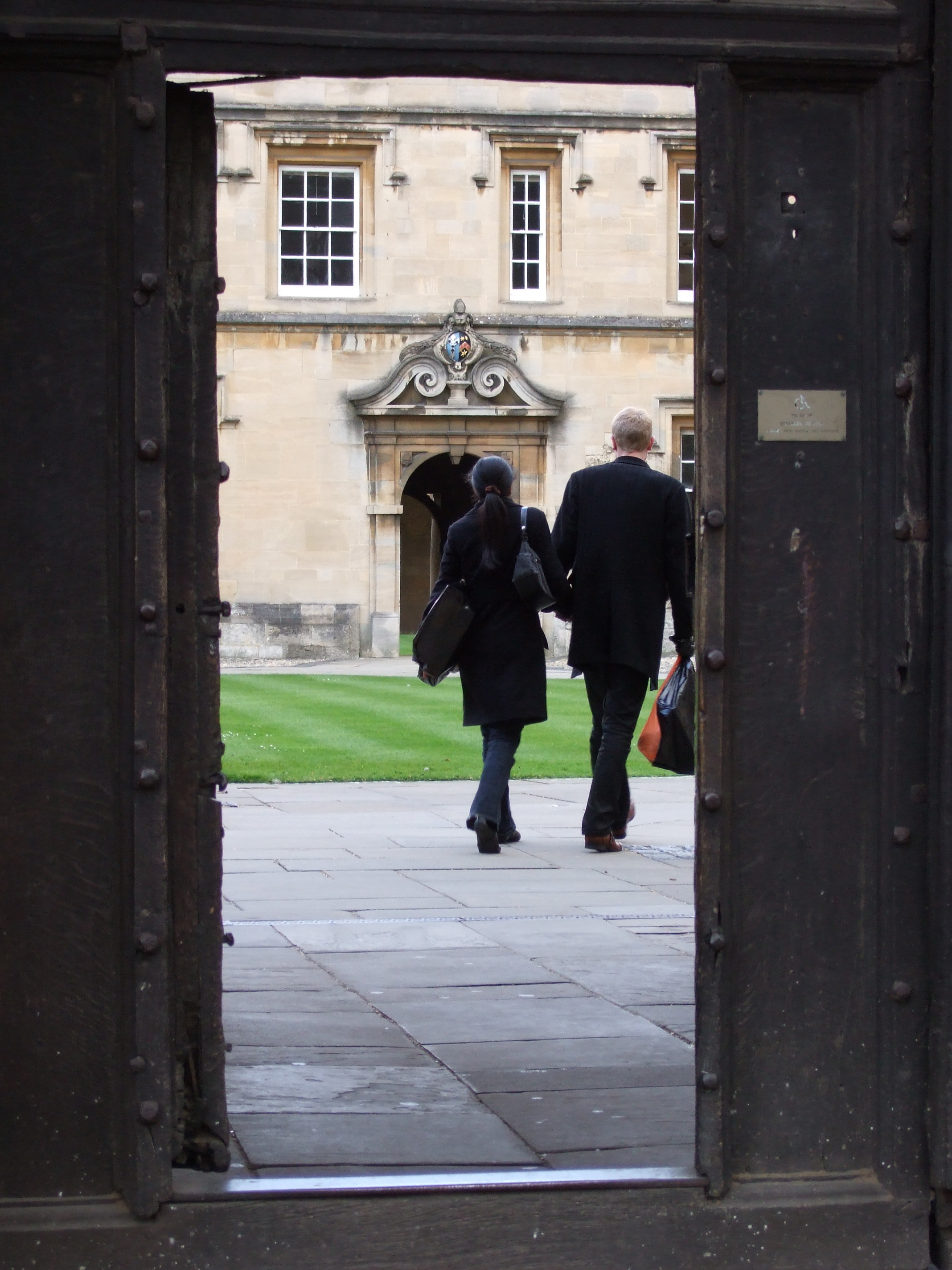
Couple walking into St Johns College Oxford.jpg

Oxbridge là một từ ghép được dùng để chỉ nhóm hai trường đại học Oxford và Cambridge của Anh. Xuất hiện lần đầu trong văn học, Oxbridge hiện được dùng để nói tới vị trí và danh tiếng hàng đầu của hai trường đại học trong hệ thống giáo dục cũng như xã hội Anh.
Oxford và Cambridge là hai trường đại học lâu đời nhất của Anh, chúng đều đã có hơn 800 năm tuổi và là hai trường đại học duy nhất của Anh cho tới thế kỷ 19. Rất nhiều giảng viên và sinh viên của hai trường đại học này là những nhân vật trí thức ưu tú của xã hội Anh qua nhiều thế kỷ. Hơn thế, Oxford và Cambridge có hệ thống đào tạo tương đối giống nhau với nhiều trường đại học thành viên.

## Lịch sử
Mặc dù Oxford và Cambridge đều đã có lịch sử lâu đời nhưng từ ghép Oxbridge mới chỉ xuất hiện từ thế kỷ 19. Theo Từ điển tiếng Anh Oxford (Oxford English Dictionary) thì cụm từ này xuất hiện lần đầu trong tiểu thuyết Pendennis của nhà văn William Makepeace Thackeray xuất bản năm 1849, trong đó nhân vật chính theo học tại Trường Boniface (Boniface College) thuộc Oxbridge. Trong Pendennis cũng còn đề cập tới từ ghép Camford, vốn cũng ghép từ Oxford và Cambridge, tuy nhiên cụm từ này không có tính phổ biến như Oxbridge. Oxbridge được nữ nhà văn Virginia Woolf dùng với ý chỉ trích trong tác phẩm A Room of One's Own của bà.
Tương tự ý tưởng về Oxbridge, một số từ ghép để chỉ cụm trường đại học của Anh cũng từng xuất hiện trên báo chí như Doxbridge (chỉ các trường đại học Durham, Oxford và Cambridge) hay Loxbridge (chỉ các trường đại học Luân Đôn, Oxford và Cambridge). Tuy nhiên các cụm từ này không phổ biến và mang ý nghĩa như Oxbridge.